# 东南暗沙
东南暗沙位于南沙群岛北部，双子群礁东南缘，奈罗礁以东约3海里，最浅处水深约5.1米。1983年中国地名委员会公布的标准名称为“东南暗沙”。西方文献一般称为“Sabine Patches”。